# 埃爾巴 (紐約州)
埃爾巴（英語：Elba）是一個位於美國紐約州傑納西縣的鎮。

## 人口
根據2020年美國人口普查的數據，埃爾巴的面積為92.44平方千米，當中陸地面積為92.33平方千米，而水域面積為0.11平方千米。當地共有人口2164人，而人口密度為每平方千米23人。